# Aéroport régional d'Astoria
L'aéroport régional d'Astoria (code IATA : AST • code OACI : KAST) dessert la ville d'Astoria aux États-Unis. Il est situé à dix minutes du centre-ville et tout près du fleuve Columbia.
Cet aéroport sert de base aérienne pour l'US Coast Guard du groupe basé à Astoria.

## Compagnie aérienne
- SeaPort Airlines